# Omar Mascarell González
Omar Mascarell González (Santa Cruz de Tenerife, 2 de febrer de 1993) és un futbolista professional canari que juga com a migcampista defensiu al RCD Mallorca.

## Trajectòria esportiva
Mascarell va arribar al planter del Reial Madrid CF a 17 anys, procedent del CD Laguna de Tenerife. El 21 d'agost de 2011 va debutar com a sènior, jugant amb el Reial Madrid Castella contr l'Sporting de Gijón B a la segona B; i va participar en 24 partits durant la temporada 2011–12 a Segona B (amb 11 titularitats i dos gols) en un any en què l'equip va ascendir a la segona divisió després d'una absència de cinc anys.
Mascarell va començar la temporada 2012–13 a Segona B amb el Reial Madrid C, però fou promocionat al Reial Madrid B després de només un parell de setmanes. Va jugar el seu primer partit com a professional el 28 d'octubre de 2012, entrant com a suplent per Pedro Mosquera per jugar els darrers 17 minuts d'una derrota a casa per 2–4 contra l'Sporting de Gijón.
Mascarell va debutar a La Liga amb el Madrid l'1 de juny de 2013, substituint Mesut Özil a les darreries d'un partit que acabà en victòria per 4–2 a casa contra el CA Osasuna, en el darrer partit de la primera divisió 2012-13.
El 6 d'agost de 2014, Mascarell va anar cedit al Derby County FC per la temporada 2014–15. Va debutar cinc dies després, substituint Will Hughes al minut 53 d'una victòria per 1–0 contra el Rotherham United FC al Pride Park Stadium.
El 3 d'agost de 2015 Mascarell va anar cedit a l'Sporting de Gijón, per un any. Hi va jugar 28 partits entre totes les competicions, 20 partits com a titular en lliga, i va ajudar els asturians a mantenir la categoria.

### Eintracht Frankfurt
El 6 de juliol de 2016, Mascarell va signar contracte amb l'Eintracht Frankfurt per tres anys. La seva primera aparició a la Bundesliga fou el 27 d'agost, quan va jugar els 90 minuts en una derrota a casa per 1–0 contra el FC Schalke 04.
Mascarell va passar la major part de la temporada 2017–18 lesionat al tendó d'Aquil·les. Va jugar la final de la DFB-Pokal de 2018 el 19 de maig, contribuint a una victòria per 3–1 sobre el campió de lliga, el FC Bayern de Múnic.

### Schalke 04
El 29 de juny de 2018, el Reial Madrid va activar la clàusula de recompra per Mascarell per 4 milions d'euros, i el va vendre al Schalke 04 per 10 milions. Va signar amb el club alemany contracte per quatre temporades.
La temporada 2019–20, Mascarell fou nomenat 2n capità. Després que Alexander Nübel decidís deixar el club a final de temporada, fou elegit pel tècnic David Wagner com al seu successor; de tota manera, fou destituït el 30 de gener de 2021 i substituït per Sead Kolašinac.

### Elx CF
El 23 d'agost de 2021, agent lliure Mascarell va signar contracte per un any amb l'Elx CF de primera divisó. Va totalitzar 62 partits durant el seu període a l'Estadi Manuel Martínez Valero, en el qual el club va descendir la temporada 2022-23.

### RCD Mallorca
El 27 de juny de 2023, Mascarell es va incorporar al RCD Mallorca amb un contracte de tres anys.

## Internacional
Mascarell té orígens equatoguineans per part de pare. El maig de 2012 fou convocat per Guinea Equatorial per disputar la fase de classificació per la Copa del Món de futbol de 2014 contra Tunísia i Sierra Leone. Va viatjar a Malabo, però malgrat tot va refusar de jugar cap dels dos partits, atès que ja havia representat Espanya a nivell juvenil, i no volia pedre l'opció de seguir fent-ho.